# NHL 1940./41.
NHL-sezona 1940./41. je bila dvadesetčetvrta sezona NHL-a. 7 momčadi odigrali su 48 utakmica. Pobjednik Stanleyjeva kupa je bila momčad Boston Bruinsa, koja je u finalnoj seriji pobijedila Detroit Red Wingse s 4:0.
U Montrealu je Dick Irvin, bivši trener Toronta, preuzeo mjesto glavnog trenera.  Preoblikovanje loše momčad nije odmah uspjelo, tek nakon nekoliko godina su mogli ostvariti značajan rezultat.
U međuvremenu dominiraju takozvana „Kraut Line“ s Miltom Schmidtom, Woodyom Dumartom i Bobbyiom Bauerom NHL. Vratar Blackhawksa, Sam Lopresti, je bio jedan od njihovi žrtva. 
Na jednoj utakmici uputili su 83 udarca prema njegovom golu. Lopresti je uspio obraniti 80 udarca.  Dosad u nijednoj utakmici NHL-a se nije više od 73 udarca uputilo prema jednom gol. Ovo nije najveća bitka koju je Lopresti doživio. Dvije godine kasnije je bio član Američke ratne mornarice i njegov brod je bio potopljen. On i nekoliko njegovi suboraca su spašeni tek nakon 41 dan u čamcu.

## Regularna sezona

### Ljestvica
Kratice: P = Pobjede, Po. = Porazi, N = Neriješeno, G= Golovi, PG = Primljeni Golovi, B = Bodovi
|                     | P  | Po. | N  | G   | PG  | B  |
| ------------------- | -- | --- | -- | --- | --- | -- |
| Boston Bruins       | 27 | 8   | 13 | 158 | 102 | 67 |
| Toronto Maple Leafs | 28 | 14  | 6  | 145 | 99  | 62 |
| Detroit Red Wings   | 21 | 16  | 11 | 112 | 102 | 53 |
| New York Rangers    | 21 | 19  | 8  | 143 | 125 | 50 |
| Chicago Blackhawks  | 16 | 25  | 7  | 112 | 139 | 39 |
| Montreal Canadiens  | 16 | 26  | 6  | 121 | 147 | 38 |
| New York Americans  | 8  | 29  | 11 | 99  | 186 | 27 |

### Najbolji strijelci
Kratice: Ut. = Utakmice, G = Golovi, A = Asistencije, B = Bodovi
| Igrač            | Momčad     | Ut. | G  | A  | B  |
| ---------------- | ---------- | --- | -- | -- | -- |
| Bill Cowley      | Boston     | 46  | 17 | 45 | 62 |
| Bryan Hextall    | NY Rangers | 48  | 26 | 18 | 44 |
| Gordie Drillon   | Toronto    | 42  | 23 | 21 | 44 |
| Syl Apps         | Toronto    | 41  | 20 | 24 | 44 |
| Lynn Patrick     | NY Rangers | 48  | 20 | 24 | 44 |
| Syd Howe         | Detroit    | 48  | 20 | 24 | 44 |
| Neil Colville    | NY Rangers | 48  | 14 | 28 | 42 |
| Eddie Wisemann   | Boston     | 48  | 16 | 24 | 40 |
| Bobby Bauer      | Boston     | 48  | 17 | 22 | 39 |
| Roy Conacher     | Boston     | 40  | 24 | 14 | 38 |
| Sweeney Schriner | Toronto    | 48  | 24 | 14 | 38 |

## Doigravanje za Stanleyjev kup
Sve utakmice odigrane su 1941. godine. 
U prvom krugu prva i druga plasirana momčad regularne sezone u međusobnim susretima odlučuju o finalistu za Stanleyjev kup. Igrala se serija najbolji u sedam utakmica.  Treći i četvrti kao i peti i šesti regularne sezone odlučili su u seriji najbolji iz tri utakmica, tko ulazi u drugi krug. Pobjednici tih susreta su u međusobnom susretu odlučivali o drugom finalistu Stanleyevog Cupa. U drugom krugu se također igralo najbolji iz tri utakmica. U finalu se tražilo pobjednika u seriji najbolji iz sedam utakmica.

### Prvi krug
| Boston Bruins vs. Toronto Maple Leafs                                      | Boston Bruins vs. Toronto Maple Leafs | Boston Bruins vs. Toronto Maple Leafs | Boston Bruins vs. Toronto Maple Leafs | Boston Bruins vs. Toronto Maple Leafs | Boston Bruins vs. Toronto Maple Leafs | Boston Bruins vs. Toronto Maple Leafs |
| Datum                                                                      | Gostujuća momčad                      | Gostujuća momčad                      | Domaćin                               | Domaćin                               | Bilješke                              |                                       |
| -------------------------------------------------------------------------- | ------------------------------------- | ------------------------------------- | ------------------------------------- | ------------------------------------- | ------------------------------------- | ------------------------------------- |
| 20. ožujka                                                                 | Toronto                               | 0                                     | 3                                     | Boston                                |                                       |                                       |
| 22. ožujka                                                                 | Toronto                               | 5                                     | 3                                     | Boston                                |                                       |                                       |
| 25. ožujka                                                                 | Boston                                | 2                                     | 7                                     | Toronto                               |                                       |                                       |
| 27. ožujka                                                                 | Boston                                | 2                                     | 1                                     | Toronto                               |                                       |                                       |
| 29. ožujka                                                                 | Toronto                               | 2                                     | 1                                     | Boston                                | OT°                                   |                                       |
| 1. travnja                                                                 | Boston                                | 2                                     | 1                                     | Toronto                               |                                       |                                       |
| 3. travnja                                                                 | Toronto                               | 1                                     | 2                                     | Boston                                |                                       |                                       |
| Boston pobjeđuje seriju s 4:3 i kvalificira se za finale Stanleyevog Cupa. |                                       |                                       |                                       |                                       |                                       |                                       |

| Detroit Red Wings vs. New York Rangers                         | Detroit Red Wings vs. New York Rangers | Detroit Red Wings vs. New York Rangers | Detroit Red Wings vs. New York Rangers | Detroit Red Wings vs. New York Rangers | Detroit Red Wings vs. New York Rangers | Detroit Red Wings vs. New York Rangers |
| Datum                                                          | Gostujuća momčad                       | Gostujuća momčad                       | Domaćin                                | Domaćin                                | Bilješke                               |                                        |
| -------------------------------------------------------------- | -------------------------------------- | -------------------------------------- | -------------------------------------- | -------------------------------------- | -------------------------------------- | -------------------------------------- |
| 20. ožujka                                                     | NY Rangers                             | 1                                      | 2                                      | Detroit                                | OT°                                    |                                        |
| 22. ožujka                                                     | Detroit                                | 1                                      | 3                                      | NY Rangers                             |                                        |                                        |
| 24. ožujka                                                     | NY Rangers                             | 2                                      | 3                                      | Detroit                                |                                        |                                        |
| Detroit pobjeđuje seriju s 2:1 i kvalificira se za drugi krug. |                                        |                                        |                                        |                                        |                                        |                                        |

| Chicago Blackhawks vs. Montreal Canadiens                      | Chicago Blackhawks vs. Montreal Canadiens | Chicago Blackhawks vs. Montreal Canadiens | Chicago Blackhawks vs. Montreal Canadiens | Chicago Blackhawks vs. Montreal Canadiens | Chicago Blackhawks vs. Montreal Canadiens | Chicago Blackhawks vs. Montreal Canadiens |
| Datum                                                          | Gostujuća momčad                          | Gostujuća momčad                          | Domaćin                                   | Domaćin                                   | Bilješke                                  |                                           |
| -------------------------------------------------------------- | ----------------------------------------- | ----------------------------------------- | ----------------------------------------- | ----------------------------------------- | ----------------------------------------- | ----------------------------------------- |
| 20. ožujka                                                     | Montreal                                  | 1                                         | 2                                         | Chicago                                   |                                           |                                           |
| 22. ožujka                                                     | Chicago                                   | 3                                         | 4                                         | Montreal                                  | 2OT°                                      |                                           |
| 25. ožujka                                                     | Montreal                                  | 2                                         | 3                                         | Chicago                                   |                                           |                                           |
| Chicago pobjeđuje seriju s 2:1 i kvalificira se za drugi krug. |                                           |                                           |                                           |                                           |                                           |                                           |

### Drugi krug
| Detroit Red Wings vs. Chicago Blackhawks                                    | Detroit Red Wings vs. Chicago Blackhawks | Detroit Red Wings vs. Chicago Blackhawks | Detroit Red Wings vs. Chicago Blackhawks | Detroit Red Wings vs. Chicago Blackhawks | Detroit Red Wings vs. Chicago Blackhawks | Detroit Red Wings vs. Chicago Blackhawks |
| Datum                                                                       | Gostujuća momčad                         | Gostujuća momčad                         | Domaćin                                  | Domaćin                                  | Bilješke                                 |                                          |
| --------------------------------------------------------------------------- | ---------------------------------------- | ---------------------------------------- | ---------------------------------------- | ---------------------------------------- | ---------------------------------------- | ---------------------------------------- |
| 27. ožujka                                                                  | Chicago                                  | 1                                        | 3                                        | Detroit                                  |                                          |                                          |
| 30. ožujka                                                                  | Detroit                                  | 2                                        | 1                                        | Chicago                                  | OT°                                      |                                          |
| Detroit pobjeđuje seriju s 2:0 i kvalificira se za finale Stanleyevog Cupa. |                                          |                                          |                                          |                                          |                                          |                                          |

### Finale Stanleyevog Cupa
| Boston Bruins vs. Detroit Red Wings                    | Boston Bruins vs. Detroit Red Wings | Boston Bruins vs. Detroit Red Wings | Boston Bruins vs. Detroit Red Wings | Boston Bruins vs. Detroit Red Wings | Boston Bruins vs. Detroit Red Wings |
| Datum                                                  | Gostujuća momčad                    | Gostujuća momčad                    | Domaćin                             | Domaćin                             |                                     |
| ------------------------------------------------------ | ----------------------------------- | ----------------------------------- | ----------------------------------- | ----------------------------------- | ----------------------------------- |
| 6. travnja                                             | Detroit                             | 2                                   | 3                                   | Boston                              |                                     |
| 8. travnja                                             | Detroit                             | 1                                   | 2                                   | Boston                              |                                     |
| 10. travnja                                            | Boston                              | 4                                   | 2                                   | Detroit                             |                                     |
| 12. travnja                                            | Boston                              | 3                                   | 1                                   | Detroit                             |                                     |
| Boston pobjeđuje seriju s 4:0 i osvaja Stanleyjev kup. |                                     |                                     |                                     |                                     |                                     |

°OT = Produžeci

### Najbolji strijelac doigravanja
Kratice: Ut. = Utakmice, G = Golovi, A = Asistencije, B = Bodovi
| Igrač        | Momčad | Ut. | G | A | B  |
| ------------ | ------ | --- | - | - | -- |
| Milt Schmidt | Boston | 11  | 5 | 6 | 11 |

## Nagrade NHL-a
| Art Ross Trophy:           | Bill Cowley, Boston Bruins      |
| Calder Memorial Trophy:    | John Quilty, Montreal Canadiens |
| Hart Memorial Trophy:      | Bill Cowley, Boston Bruins      |
| Lady Byng Memorial Trophy: | Bobby Bauer, Boston Bruins      |
| O'Brien Trophy:            | Detroit Red Wings               |
| Prince of Wales Trophy:    | Boston Bruins                   |
| Vezina Trophy:             | Turk Broda, Toronto Maple Leafs |

### All Stars momčad
| Prva momčad                           | Pozicija        | Druga momčad                      |
| ------------------------------------- | --------------- | --------------------------------- |
| Turk Broda, Toronto Maple Leafs       | vratar          | Frank Brimsek, Boston Bruins      |
| Dit Clapper, Boston Bruins            | obrambeni igrač | Earl Seibert, Chicago Black Hawks |
| Wally Stanowski, Toronto Maple Leafs  | obrambeni igrač | Ott Heller, New York Rangers      |
| Bill Cowley, Boston Bruins            | centar          | Syl Apps, Toronto Maple Leafs     |
| Bryan Hextall, New York Rangers       | desni napadač   | Bobby Bauer, Boston Bruins        |
| Sweeney Schriner, Toronto Maple Leafs | lijevi napadač  | Woody Dumart, Boston Bruins       |
| Cooney Weiland, Boston Bruins         | trener          | Dick Irvin, Montreal Canadiens    |

## Vanjske poveznice
- Hacx.de: Sve ljestvice NHL-a  Arhivirana inačica izvorne stranice od 24. siječnja 2008. (Wayback Machine)